# Selección de fútbol de Anglesey
La Selección de fútbol de Ynys Môn es el equipo representativo de la isla de Anglesey (en galés: Ynys Môn) en los Juegos de las Islas. Ynys Môn no es miembro de la FIFA o de la UEFA, es un condado insular dentro de Gales y juega bajo los auspicios de la Asociación de Fútbol de Gales, el organismo rector del fútbol en ese país.

## Participación en competiciones
- Juegos de las Islas

| Año  | Medalla          |
| ---- | ---------------- |
| 1989 | Medalla de plata |
| 1991 | Medalla de plata |
| 1993 | 5º               |
| 1995 | 6º               |
| 1997 | Medalla de plata |
| 1999 | Medalla de oro   |
| 2001 | Medalla de plata |
| 2003 | 5º               |
| 2005 | 5º               |
| 2007 | 11º              |
| 2009 | 6º               |
| 2011 | 9º               |
| 2013 | no participó     |
| 2015 | 8º               |
| 2017 | 8º               |
| 2023 | Medalla de plata |